# Serie B 2020-2021 (pallamano maschile)
La Serie B 2020-2021 è stata la 49ª edizione del terzo massimo torneo di pallamano maschile in Italia.
Nella stagione 2020-21 la Serie B (pallamano maschile) è divisa in 10 gironi che hanno espresso altrettante promozioni.

## Avvenimenti
I campionati d'area, gestiti dalle delegazioni regionali, subiscono vari slittamenti a causa delle continue disposizioni in materia di contenimento della pandemia. Con un comunicato, la FIGH mette nelle mani delle singole delegazioni regionali il potere di decisione sull'inizio dei campionati, anche grazie al fatto che il CONI successivamente aveva ufficializzato che il campionato di Serie B era da ritenersi di interesse nazionale.
La prima e unica regione a far partire regolarmente il campionato è la Sicilia, che il 7 novembre 2020 con la gara Aretusa-Rosolini dà il via alla Serie B 2020-2021.
L'11 gennaio viene ufficializzato il nuovo protocollo igienico che tutte le squadre dovranno rispettare.
Dopo diversi rinvii alla fine con l'inizio di febbraio 2021 prendono parte al via tutti i restanti campionati d'area.
Con la circolare 27  vengono definiti i meccanismi di promozione: saranno promosse direttamente le prime classificate delle Aree 2, 3, 4, 5, 6, 7, 8 e 9;  saranno effettuati due spareggi, tra la prima dell'Area 1 che affronterà la seconda dell'Area 3 e la prima dell'Area 10 affronterà la seconda dell'area 4.
Nell'area 3, a seguito dei playoff promozione di Serie A2, le seconde squadre di Malo e Torri non vengono ammesse ai playoff promozione di Serie B in quanto le rispettive prime squadre partecipano già alla categoria superiore. A prendere il loro posto sono le squadre meglio posizionate in classifica aventi diritto, ovvero Dossobuono e CUS Venezia.

## Gironi

### Area 1

#### Squadre partecipanti
| Squadra                | Città            |
| ---------------------- | ---------------- |
| SSV Bozen Loacker U19  | Bolzano          |
| SSV Brixen Handball B  | Bressanone (BZ)  |
| SC Meran Alperia U19   | Merano (BZ)      |
| Handball Mori          | Rovereto (TN)    |
| Pallamano Pressano U19 | Lavis (TN)       |
| SSV Taufers            | Campo Tures (BZ) |

#### Classifica

##### Prima fase
Fonte
|  | Pos. | Squadra      | Pt | G | V | N | S | GF  | GS  | D   | Note     |
|  | ---- | ------------ | -- | - | - | - | - | --- | --- | --- | -------- |
|  | 1.   | Meran U19    | 14 | 8 | 7 | 0 | 1 | 263 | 202 | +61 |          |
|  | 2.   | Pressano U19 | 12 | 8 | 6 | 0 | 2 | 190 | 174 | +16 |          |
|  | 3.   | Taufers      | 8  | 8 | 4 | 0 | 4 | 198 | 212 | -14 |          |
|  | 4.   | Bozen U19    | 6  | 8 | 3 | 0 | 5 | 232 | 231 | +1  |          |
|  | 5.   | Mori         | 0  | 8 | 0 | 0 | 8 | 183 | 247 | -64 |          |
|  | 6.   | Brixen B     | 0  | 0 | 0 | 0 | 0 | 0   | 0   | +0  | Ritirata |

##### Seconda fase
Fonte
|  | Pos. | Squadra      | Pt | G  | V  | N | S  | GF  | GS  | D    | Note      |
|  | ---- | ------------ | -- | -- | -- | - | -- | --- | --- | ---- | --------- |
|  | 1.   | Meran U19    | 22 | 12 | 11 | 0 | 1  | 426 | 299 | +127 |           |
|  | 2.   | Pressano U19 | 16 | 12 | 8  | 0 | 4  | 309 | 262 | +47  |           |
|  | 3.   | Taufers      | 14 | 12 | 7  | 0 | 5  | 304 | 318 | -14  | Spareggio |
|  | 4.   | Bozen U19    | 8  | 12 | 4  | 0 | 8  | 337 | 367 | -30  |           |
|  | 5.   | Mori         | 0  | 12 | 0  | 0 | 12 | 264 | 394 | -130 |           |

### Area 2

#### Squadre partecipanti
| Squadra                  | Città                     |
| ------------------------ | ------------------------- |
| Città Giardino           | Torino                    |
| Derthona                 | Tortona (AL)              |
| HC San Giorgio Molteno B | Molteno (LC)              |
| Pallamano Palazzolo      | Palazzolo sull'Oglio (BS) |
| Vigevano                 | Vigevano (PV)             |
| Ventimiglia              | Ventimiglia               |

#### Classifica
Fonte
|  | Pos. | Squadra        | Pt | G | V | N | S | GF  | GS  | D   | Note       |
|  | ---- | -------------- | -- | - | - | - | - | --- | --- | --- | ---------- |
|  | 1.   | Palazzolo      | 15 | 8 | 7 | 1 | 0 | 226 | 157 | +69 | Promozione |
|  | 2.   | Molteno B      | 11 | 8 | 5 | 1 | 2 | 226 | 185 | +41 |            |
|  | 3.   | Ventimiglia    | 8  | 8 | 4 | 0 | 4 | 188 | 204 | -16 |            |
|  | 4.   | Derthona       | 6  | 8 | 3 | 0 | 5 | 205 | 205 | +0  |            |
|  | 5.   | Vigevano       | 0  | 8 | 0 | 0 | 8 | 152 | 246 | -94 |            |
|  | 6.   | Città Giardino | 0  | 0 | 0 | 0 | 0 | 0   | 0   | +0  | Ritirata   |

### Area 3

#### Girone A

##### Squadre partecipanti
| Squadra                 | Città                    |
| ----------------------- | ------------------------ |
| CUS Venezia             | Venezia                  |
| Dossobuono              | Dossobuono (VR)          |
| Jolly Povegliano        | Povegliano (TV)          |
| Handball Malo B         | Malo (VI)                |
| Quinto Vicentino        | Quinto Vicentino (VI)    |
| Paese                   | Paese (TV)               |
| Unione Sportiva Torri B | Torri di Quartesolo (VI) |

##### Classifica
Fonte
|  | Pos. | Squadra          | Pt | G  | V | N | S  | GF  | GS  | D    | Note             |
|  | ---- | ---------------- | -- | -- | - | - | -- | --- | --- | ---- | ---------------- |
|  | 1.   | Malo B           | 21 | 12 | 9 | 3 | 0  | 353 | 286 | +67  | Fuori classifica |
|  | 2.   | Dossobuono       | 19 | 12 | 9 | 1 | 2  | 345 | 272 | +73  | Playoff          |
|  | 3.   | Torri B          | 12 | 12 | 4 | 4 | 4  | 315 | 294 | +21  | Fuori classifica |
|  | 4.   | CUS Venezia      | 12 | 12 | 6 | 0 | 6  | 384 | 368 | +16  | Playoff          |
|  | 5.   | Quinto Vicentino | 11 | 12 | 4 | 3 | 5  | 279 | 293 | -14  |                  |
|  | 6.   | Paese            | 9  | 12 | 4 | 1 | 7  | 305 | 309 | -4   |                  |
|  | 7.   | Jolly Povegliano | 0  | 12 | 0 | 0 | 12 | 215 | 374 | -159 |                  |

#### Girone B

##### Squadre partecipanti
| Squadra               | Città                |
| --------------------- | -------------------- |
| Arcobaleno Oriago     | Mirano (VE)          |
| FIREX Belluno         | Belluno              |
| Pallamano Musile 2006 | Musile di Piave (VE) |
| Jolly Campoformido    | Campoformido (UD)    |
| San Fior              | San Fior (TV)        |
| Ponte di Piave        | Ponte di Piave (TV)  |
| Pallamano Trieste B   | Trieste              |

##### Classifica
Fonte
|  | Pos. | Squadra            | Pt | %    | G  | V  | N | S  | GF  | GS  | D    | Note    |
|  | ---- | ------------------ | -- | ---- | -- | -- | - | -- | --- | --- | ---- | ------- |
|  | 1.   | Arcobaleno Oriago  | 20 | 1.82 | 11 | 10 | 0 | 1  | 325 | 223 | +102 | Playoff |
|  | 2.   | Trieste B          | 20 | 1.82 | 11 | 10 | 0 | 1  | 357 | 284 | +73  | Playoff |
|  | 3.   | Jolly Campoformido | 14 | 1.17 | 12 | 7  | 0 | 5  | 338 | 334 | +4   |         |
|  | 4.   | Firex Belluno      | 10 | 0.91 | 11 | 5  | 0 | 6  | 274 | 273 | +1   |         |
|  | 5.   | Musile             | 8  | 0.67 | 12 | 4  | 0 | 8  | 264 | 293 | -29  |         |
|  | 6.   | San Fior           | 4  | 0.33 | 12 | 2  | 0 | 10 | 306 | 388 | -82  |         |
|  | 7.   | Ponte di Piave     | 2  | 0.22 | 9  | 1  | 0 | 8  | 191 | 260 | -69  |         |

#### Playoff

##### Semifinali
| Squadra 1         | Squadra 2   | Risultato              |
| ----------------- | ----------- | ---------------------- |
| Arcobaleno Oriago | CUS Venezia | Mestrino, 12 giu. 2021 |
| Arcobaleno Oriago | CUS Venezia | 30-21                  |
| Dossobuono        | Trieste B   | Mestrino, 12 giu. 2021 |
| Dossobuono        | Trieste B   | 30-34                  |

##### Finale
| Squadra 1         | Squadra 2 | Risultato                         |
| ----------------- | --------- | --------------------------------- |
| Arcobaleno Oriago | Trieste B | Torri di Quartesolo, 13 giu. 2021 |
| Arcobaleno Oriago | Trieste B | 31-29 (d.t.s.)                    |

### Area 4

#### Squadre partecipanti
| Squadra                     | Città                      |
| --------------------------- | -------------------------- |
| Carpine                     | Carpi (MO)                 |
| Handball Estense            | Ferrara                    |
| Marconi Jumpers             | Castelnovo di Sotto (RE)   |
| Rapid Nonantola             | Nonantola (MO)             |
| Pallamano Romagna B         | Faenza (RA)                |
| Pallamano 85 San Lazzaro    | San Lazzaro di Savena (BO) |
| Scuola Pallamano Modena     | Modena                     |
| Pallamano Secchia Rubiera B | Rubiera (RE)               |
| Sportinsieme A.S.D.         | Castellarano (RE)          |

#### Classifica
Fonte
|  | Pos. | Squadra                  | Pt | G | V | N | S | GF  | GS  | D   | Note    |
|  | ---- | ------------------------ | -- | - | - | - | - | --- | --- | --- | ------- |
|  | 1.   | Rapid Nonantola          | 15 | 8 | 7 | 1 | 0 | 246 | 169 | +77 | Playoff |
|  | 2.   | Pallamano 85 San Lazzaro | 13 | 8 | 6 | 1 | 1 | 257 | 200 | +57 | Playoff |
|  | 3.   | Marconi Jumpers          | 11 | 8 | 5 | 1 | 2 | 205 | 184 | +21 | Playoff |
|  | 4.   | Secchia Rubiera B        | 11 | 8 | 5 | 1 | 2 | 223 | 207 | +16 | Playoff |
|  | 5.   | S.P. Modena              | 8  | 8 | 4 | 0 | 4 | 206 | 213 | -17 |         |
|  | 6.   | Romagna B                | 6  | 8 | 3 | 0 | 5 | 175 | 193 | -18 |         |
|  | 7.   | Estense                  | 4  | 8 | 2 | 0 | 6 | 213 | 221 | -8  |         |
|  | 8.   | Carpine                  | 2  | 8 | 1 | 0 | 7 | 190 | 247 | -57 |         |
|  | 9.   | Sportinsieme             | 2  | 8 | 1 | 0 | 7 | 182 | 263 | -81 |         |

#### Playoff

##### Semifinali
| Squadra 1                | Squadra 2         | Risultato                         |
| ------------------------ | ----------------- | --------------------------------- |
| Rapid Nonantola          | Secchia Rubiera B | Castelnovo di Sotto, 29 mag. 2021 |
| Rapid Nonantola          | Secchia Rubiera B | 29-33                             |
| Pallamano 85 San Lazzaro | Marconi Jumpers   | Castelnovo di Sotto, 29 mag. 2021 |
| Pallamano 85 San Lazzaro | Marconi Jumpers   | 21-18                             |

##### Finale
| Squadra 1         | Squadra 2                | Risultato                         |
| ----------------- | ------------------------ | --------------------------------- |
| Secchia Rubiera B | Pallamano 85 San Lazzaro | Castelnovo di Sotto, 30 mag. 2021 |
| Secchia Rubiera B | Pallamano 85 San Lazzaro | 25-33                             |

### Area 5

#### Squadre partecipanti
| Squadra            | Città              |
| ------------------ | ------------------ |
| Ginnastica Spezia  | La Spezia          |
| Medicea            | Poggio a Caiano PO |
| Pallamano Grosseto | Grosseto           |
| Pallamano Prato    | Prato              |
| Carrara            | Carrara            |

#### Classifica
Fonte
|  | Pos. | Squadra           | Pt | G | V | N | S | GF  | GS  | D   | Note       |
|  | ---- | ----------------- | -- | - | - | - | - | --- | --- | --- | ---------- |
|  | 1.   | Prato             | 14 | 8 | 7 | 0 | 1 | 245 | 193 | +52 | Promozione |
|  | 2.   | Grosseto          | 11 | 8 | 5 | 1 | 2 | 227 | 220 | +7  |            |
|  | 3.   | Ginnastica Spezia | 7  | 6 | 3 | 1 | 2 | 181 | 172 | +9  |            |
|  | 4.   | Medicea           | 4  | 6 | 2 | 0 | 4 | 149 | 147 | +2  |            |
|  | 5.   | Carrara           | 0  | 8 | 0 | 0 | 8 | 217 | 287 | -70 |            |

### Area 6

#### Girone A

##### Squadre partecipanti
| Squadra                    | Città                  |
| -------------------------- | ---------------------- |
| Handball Città Sant'Angelo | Città Sant'Angelo (PE) |
| Lions Teramo B             | Teramo                 |
| Handball Club Pescara      | Pescara                |
| Pallamano Chieti           | Chieti                 |
| Ogan Pescara               | Pescara                |

##### Classifica
Fonte
|  | Pos. | Squadra           | Pt | G | V | N | S | GF  | GS  | D   | Note    |
|  | ---- | ----------------- | -- | - | - | - | - | --- | --- | --- | ------- |
|  | 1.   | Ogan Pescara      | 16 | 8 | 8 | 0 | 0 | 253 | 182 | +71 | Playoff |
|  | 2.   | Città Sant'Angelo | 9  | 8 | 4 | 1 | 3 | 198 | 187 | +11 | Playoff |
|  | 3.   | Pescara           | 6  | 8 | 3 | 0 | 5 | 183 | 210 | -27 |         |
|  | 4.   | Lions Teramo B    | 5  | 8 | 2 | 1 | 5 | 202 | 212 | -10 |         |
|  | 5.   | Chieti            | 4  | 8 | 2 | 0 | 6 | 213 | 258 | -45 |         |

#### Girone B

##### Squadre partecipanti
| Squadra                | Città                    |
| ---------------------- | ------------------------ |
| HC Monteprandone       | Monteprandone (AP)       |
| Camerano U19           | Camerano (AN)            |
| Pallamano Falconara    | Falconara Marittima (AN) |
| Polisportiva Cingoli B | Cingoli (MC)             |

##### Classifica
Fonte
|  | Pos. | Squadra       | Pt | G | V | N | S | GF  | GS  | D   | Note             |
|  | ---- | ------------- | -- | - | - | - | - | --- | --- | --- | ---------------- |
|  | 1.   | Camerano U19  | 10 | 6 | 5 | 0 | 1 | 190 | 146 | +44 | Fuori classifica |
|  | 2.   | Cingoli B     | 8  | 6 | 4 | 0 | 2 | 204 | 175 | +28 | Playoff          |
|  | 3.   | Monteprandone | 6  | 6 | 3 | 0 | 3 | 192 | 186 | +6  | Playoff          |
|  | 4.   | Falconara     | 0  | 6 | 0 | 0 | 6 | 137 | 216 | -79 |                  |

#### Playoff

##### Semifinali
| Squadra 1    | Squadra 2         | Gara 1                          | Gara 2                | Gara 3                |
| ------------ | ----------------- | ------------------------------- | --------------------- | --------------------- |
| Ogan Pescara | Monteprandone     | Monteprandone, 16 mag. 2021     | Pescara, 23 mag. 2021 |                       |
| Ogan Pescara | Monteprandone     | 45-27                           | 31–22                 | -                     |
| Cingoli B    | Città Sant'Angelo | Città Sant'Angelo, 16 mag. 2021 | Cingoli, 23 mag. 2021 | Cingoli, 30 mag. 2021 |
| Cingoli B    | Città Sant'Angelo | 17-30                           | 26–23                 | 40-41                 |

##### Finale
| Squadra 1    | Squadra 2         | Risultato           |
| ------------ | ----------------- | ------------------- |
| Ogan Pescara | Città Sant'Angelo | Chieti, 6 giu. 2021 |
| Ogan Pescara | Città Sant'Angelo | 33-26               |

### Area 7

#### Squadre partecipanti
| Squadra                  | Città               |
| ------------------------ | ------------------- |
| U.S.C. Atellana Handball | Orta di Atella (CE) |
| Flavioni                 | Civitavecchia (RM)  |
| Sannio HC                | Benevento           |
| Sporting Club Gaeta      | Gaeta (LT)          |
| New Handball Capua       | Capua (CE)          |
| ENDAS Capua              | Capua (CE)          |

#### Classifica
Fonte
|  | Pos. | Squadra     | Pt | G | V | N | S | GF  | GS  | D   | Note       |
|  | ---- | ----------- | -- | - | - | - | - | --- | --- | --- | ---------- |
|  | 1.   | Atellana    | 16 | 8 | 8 | 0 | 0 | 249 | 175 | +74 | Promozione |
|  | 2.   | Gaeta       | 12 | 8 | 6 | 0 | 2 | 181 | 157 | +24 |            |
|  | 3.   | Endas Capua | 6  | 8 | 3 | 0 | 5 | 177 | 178 | -1  |            |
|  | 4.   | Flavioni    | 4  | 8 | 2 | 0 | 6 | 166 | 187 | -21 |            |
|  | 5.   | Sannio      | 2  | 8 | 1 | 0 | 7 | 192 | 268 | -76 |            |
|  | 6.   | NH Capua    | 0  | 0 | 0 | 0 | 0 | 0   | 0   | +0  | Ritirata   |

### Area 8

#### Squadre partecipanti
| Squadra               | Città          |
| --------------------- | -------------- |
| Fasano                | Fasano (BR)    |
| Joker Putignano       | Putignano (BA) |
| Innotech Serra Fasano | Fasano (BR)    |
| Pallamano Crotone     | Crotone        |
| Pallamano Altamura    | Altamura (BA)  |
| Fidelis Andria        | Andria         |

#### Classifica
Fonte
|  | Pos. | Squadra               | Pt | G  | V | N | S  | GF  | GS  | D   | Note       |
|  | ---- | --------------------- | -- | -- | - | - | -- | --- | --- | --- | ---------- |
|  | 1.   | Fasano                | 14 | 10 | 7 | 0 | 3  | 302 | 285 | +17 | Promozione |
|  | 2.   | Crotone               | 12 | 10 | 5 | 2 | 3  | 279 | 249 | +30 |            |
|  | 3.   | Innotech Serra Fasano | 12 | 10 | 6 | 0 | 4  | 268 | 243 | +25 |            |
|  | 4.   | Altamura              | 12 | 10 | 5 | 2 | 3  | 266 | 274 | -8  |            |
|  | 5.   | Joker Putignano       | 10 | 10 | 5 | 0 | 5  | 242 | 223 | +18 |            |
|  | 6.   | Fidelis Andria        | 0  | 10 | 0 | 0 | 10 | 242 | 325 | -83 |            |

### Area 9

#### Squadre partecipanti
| Squadra                   | Città           |
| ------------------------- | --------------- |
| AETNA Mascalucia          | Mascalucia (CT) |
| ASD Pallamano Aretusa     | Siracusa        |
| Pallamano Avola           | Avola (SR)      |
| Pallamano Girgenti        | Agrigento       |
| Pallamano Il Giovinetto B | Petrosino (PA)  |
| Leali Marsala             | Marsala (TP)    |
| Handball Club Rosolini    | Rosolini (SR)   |
| AGRIBLU Scicli            | Scicli (RG)     |

#### Classifica
Fonte
|  | Pos. | Squadra          | Pt | G  | V  | N | S  | GF  | GS  | D    | Note       |
|  | ---- | ---------------- | -- | -- | -- | - | -- | --- | --- | ---- | ---------- |
|  | 1.   | Aetna Mascalucia | 26 | 14 | 13 | 0 | 1  | 434 | 377 | +57  | Promozione |
|  | 2.   | Girgenti         | 24 | 14 | 12 | 0 | 2  | 458 | 349 | +109 |            |
|  | 3.   | Aretusa          | 22 | 14 | 11 | 0 | 3  | 447 | 361 | +86  |            |
|  | 4.   | Il Giovinetto B  | 14 | 14 | 6  | 2 | 6  | 426 | 436 | -10  |            |
|  | 5.   | New HC Rosolini  | 10 | 14 | 4  | 2 | 8  | 369 | 399 | -30  |            |
|  | 6.   | Agriblu Scicli   | 6  | 14 | 2  | 2 | 10 | 354 | 416 | -62  |            |
|  | 7.   | Leali Marsala    | 4  | 14 | 2  | 0 | 12 | 359 | 431 | -72  |            |
|  | 8.   | Avola (-5)       | 1  | 14 | 3  | 0 | 11 | 312 | 390 | -78  |            |

### Area 10

#### Squadre partecipanti
| Squadra                  | Città   |
| ------------------------ | ------- |
| Raimond Sassari B        | Sassari |
| Raimond Sassari U19      | Sassari |
| Verdeazzurro Sassari U19 | Sassari |

##### Classifica
Fonte
|  | Pos. | Squadra             | Pt | G | V | N | S | GF  | GS  | D   | Note      |
|  | ---- | ------------------- | -- | - | - | - | - | --- | --- | --- | --------- |
|  | 1.   | Raimond Sassari B   | 7  | 4 | 3 | 1 | 0 | 117 | 107 | +7  | Spareggio |
|  | 2.   | Raimond Sassari U19 | 5  | 4 | 2 | 1 | 1 | 107 | 104 | +3  |           |
|  | 3.   | Verdeazzurro U19    | 0  | 4 | 0 | 0 | 4 | 97  | 110 | -13 |           |

## Spareggi
| Squadra 1         | Squadra 2         | Risultato |
| ----------------- | ----------------- | --------- |
| Trieste B         | Taufers           |           |
| Trieste B         | Taufers           | 0 - 10    |
| Secchia Rubiera B | Raimond Sassari B |           |
| Secchia Rubiera B | Raimond Sassari B | 10 - 0    |